# Petra Henzi
Petra Henzi (nascida em 14 de outubro de 1969) é uma ex-ciclista suíça que competia no cross-country de mountain bike. Henzi competiu nos Jogos Olímpicos de Verão de 2008, terminando em sexto lugar.